# Rowy (Pommeren)
Rowy is een dorp in de Poolse woiwodschap Pommeren. De plaats maakt deel uit van de gemeente Ustka en telt 310 inwoners.
Het ligt in de buurt van het Nationaal park Słowiński. Dit park heeft als een van de weinige, bewegende duinen.